# Léonard De Cuyper
Léonard De Cuyper (Antwerpen, 1 januari 1813 – Antwerpen, 18 februari 1870) was een Belgisch beeldhouwer.

## Leven en werk
De Cuyper was leerling van zijn broer Jean-Baptiste De Cuyper. Hij studeerde verder aan de Academie in Antwerpen. Hij was enige tijd beeldhouwer aan het Russische Hof. Terug in België liet hij het woonhuis Cuypershof met vrijstaand atelier bouwen op de hoek Isabellalei / Lange Leemstraat in Klein-Antwerpen. (Het huis is in 1928 afgebroken en vervangen door nieuwbouw. Tegenwoordig staat hier Résidence Isabelle.) In 1854 werd onder leiding van Cuypers het Kunstverbond opgericht, dat later ook Nederlandsch Kunstverbond werd genoemd ter onderscheid van de Franstalige Cercle Artistique.

## Werken in de openbare ruimte
- 1856 standbeeld Anthony van Dyck, Antwerpen
- 1864 standbeeld Theodoor Van Rijswijck, Stadspark, Antwerpen

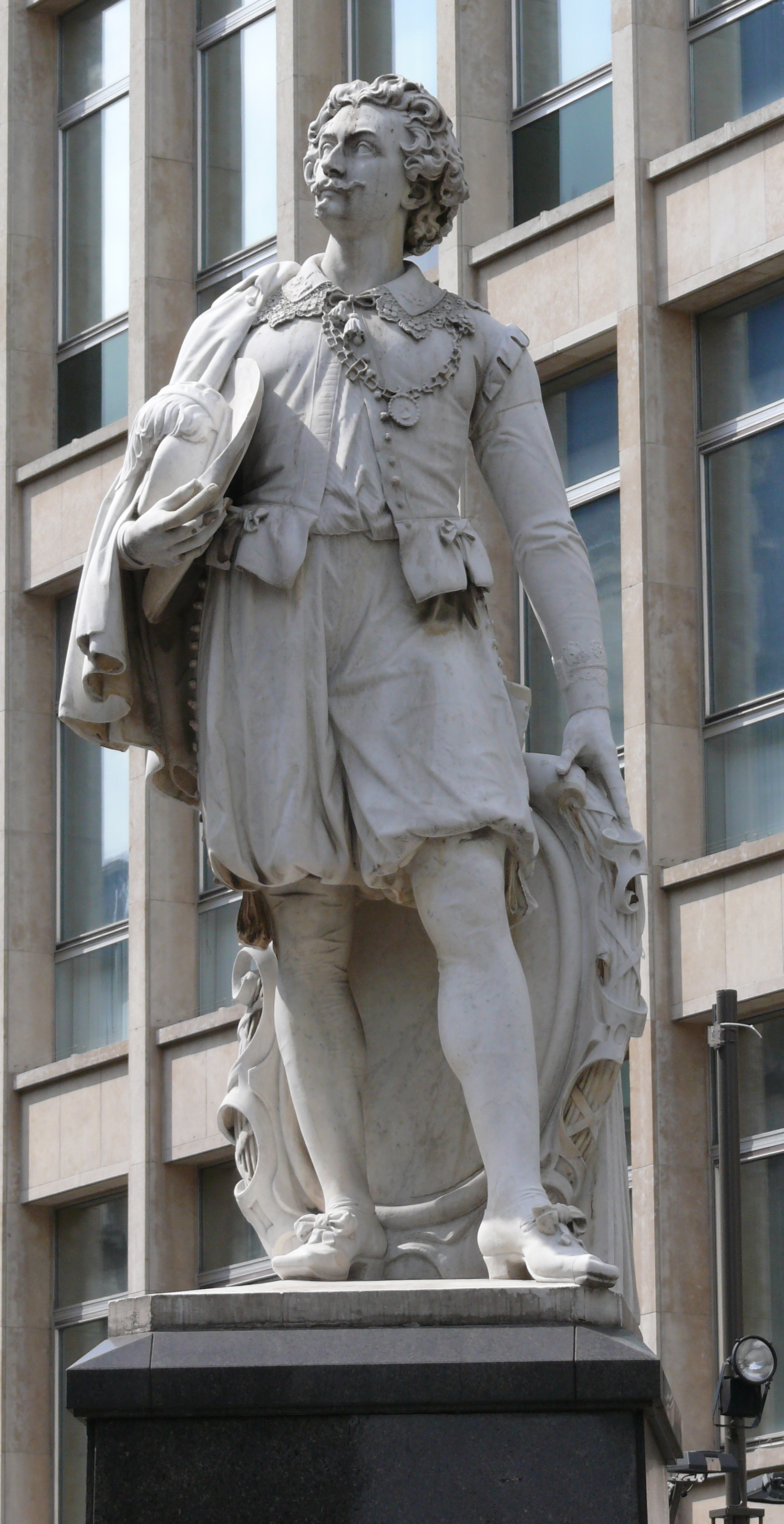
Anthoon Van Dijck